# 楊家騮

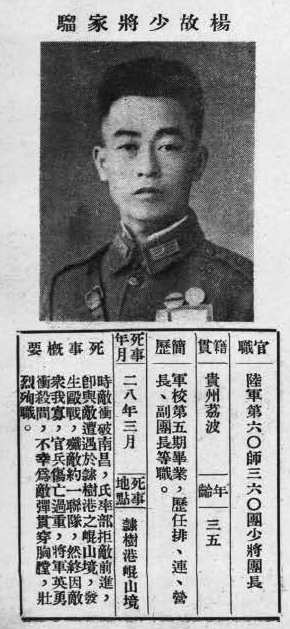
《抗戰軍人忠烈錄》（第一輯）中的楊家騮烈士遺像

楊家騮（1904年9月25日—1938年9月26日:91），又名杨十四，字季良。貴州省荔波縣人，布依族:90。他為抗日戰爭期間陣亡的中國軍方高級將領之一。

## 生平
1923年，考入贵州军第七教导队。1926年，考入黄埔军校第五期步兵科。历任陆军第九师排长、连长、营长、少校团副、军政部特务团少校营长。1935年，选送中央陆军军官高等教育班深造。1936年后，提升为陆军第37軍60師第308旅第360团中校团副。不久，楊家騮提升为上校团长兼抗日联军第四支队指挥官:90。1938年9月下旬，武汉会战中，60師在江西省德安县境内的麒麟峰与日军展开争夺。9月25日，日军占领麒麟峰阵地。360团团长楊家騮受命于25日夜发起收复麒麟峰阵地的战斗。26日凌晨，国军收复麒麟峰，但楊家騮因中弹失血过多而牺牲:91。9月28日，相关电文中，“拟请从优晋叙少将议恤以慰忠魂”。最终，国民政府追授陆军少将:91。
將軍原壽藏於荔波縣中山公園內，「文革」中楊將軍忠骸被遷出公園草葬於北門上，後又因該地要修水泥廠，又由其遺族將其忠骸朽骨火化後，遷葬於出生地苟苗坡上，原碑記被打成兩截後用作修糧倉基腳石。
1949年后，贵州省人民政府追认杨家骝为革命烈士。1992年11月25日，中华人民共和国民政部颁发革命烈士证书:91。